# Miguel Rangel
Miguel Rangel, O.F.M. Cap. (Coimbra, 1541 – Luanda, 16 de agosto de 1602) foi um prelado português da Igreja Católica, tendo sido o primeiro bispo de Angola e Congo (1596–1602).

## Biografia
Miguel Rangel foi ordenado padre na Ordem dos Frades Menores Capuchinhos em 1581.
Em 20 de maio de 1596, ele foi nomeado durante o papado de Papa Clemente VIII para ser Bispo da recém erigida Diocese de Angola e Congo.
Em 1596, foi consagrado bispo por Fabius Blondus de Montealto, Patriarca Latino de Jerusalém. 
Serviu como bispo de Angola e Congo até sua morte em 16 de agosto de 1602.